# Andrew Stuart (commissaire-résident)
Pour les articles homonymes, voir Stuart.
Andrew Christopher Stuart, né le 30 novembre 1928 à Ludlow et mort le 27 janvier 2014 à Wareham, est un administrateur colonial et diplomate britannique, dernier commissaire-résident britannique du condominium des Nouvelles-Hébrides.

## Biographie
Fils de l'évêque anglican de l'Ouganda Cyril Stuart (en), Andrew Stuart grandit en Angleterre et étudie le droit au Clare College de l'université de Cambridge. Il travaille dans l'administration publique coloniale en Ouganda à partir de 1953, et y apprend le luganda ; le pays accède à l'indépendance en 1962, et Andrew Stuart continue à y travailler dans l'administration publique jusqu'en 1965. Il est grand de deux mètres (2,0 m).
À partir de 1968 il travaille au Foreign Office, le ministère britannique des affaires étrangères ; il y devient en 1972 chef du bureau dédié aux affaires de Hong Kong et de l'océan Indien. 
En novembre 1978 il succède à John Stuart Champion comme commissaire-résident britannique aux Nouvelles-Hébrides, c'est-à-dire chef de la moitié britannique du gouvernement de cette colonie conjointe franco-britannique en Océanie. Son pendant est le commissaire-résident français Jean-Jacques Robert,. Les Nouvelles-Hébrides s'acheminent alors vers l'indépendance, et des élections législatives en novembre 1977 ont doté le pays de son premier gouvernement autochtone, le gouvernement George Kalsakau, composé de francophones réticents à une indépendance trop rapide. Les anglophones du Vanua'aku Pati, menés par Walter Lini, boycottent toutefois ce gouvernement et ont déclaré fin novembre 1977 un « gouvernement populaire provisoire » et l'indépendance unilatérale du pays. En 1979, les différentes forces politiques s'accordent pour former un gouvernement d'union nationale, le gouvernement Leymang, puis le Vanua'aku Pati remporte les élections de novembre 1979, formant le premier gouvernement Lini, qui doit conduire le pays à l'indépendance en 1980. Dans le même temps, l'une des fonctions exercées par Andrew Stuart est de présenter un portrait du prince Philip aux membres du culte du prince Philip dans le village de Yaohnanen sur l'île de Tanna,.
Des mouvements sécessionnistes francophones et francophiles éclatent sur l'île d'Espiritu Santo et à Tanna. À la demande de Walter Lini, la France et le Royaume-Uni déploient des forces armées à Santo en juillet 1980, mais le commissaire-résident Robert met son véto à toute utilisation de ces forces contre les sécessionnistes menés par le francophile Jimmy Stevens. Le pays devient indépendant le 30 juillet, prenant le nom de Vanuatu, et les forces françaises se retirent. Le gouvernement Lini fait alors appel à la Force de Défense de Papouasie-Nouvelle-Guinée pour écraser la sécession. Andrew Stuart propose et obtient du Premier ministre Lini que les Royal Marines restent présents à l'aéroport de Santo-Pekoa, pour s'assurer que les hommes de Jimmy Stevens n'empêchent pas l'arrivée des forces armées papou-néo-guinéennes. Les Britanniques se retirent ensuite, tandis que les soldats de Papouasie-Nouvelle-Guinée répriment le mouvement sécessionniste ; c'est la « guerre de la noix de coco ».
De 1980 à 1983, Andrew Stuart est l'ambassadeur du Royaume-Uni en Finlande,.